# Eccellenza Campania
L'Eccellenza Campania è un torneo che si disputa a livello regionale e rappresenta il quinto livello del campionato italiano di calcio.
È la categoria maggiore per ciò che riguarda i campionati organizzati dal Comitato Regionale Campania della Lega Nazionale Dilettanti.
Il campionato venne istituito nel 1991, a seguito della riforma nazionale dei campionati dilettanti, andando così a sostituire come importanza quello di Promozione Campania, che venne declassato.

## Formula
Sono iscritte alla competizione trentasei squadre divise in due gironi da 18 squadre.

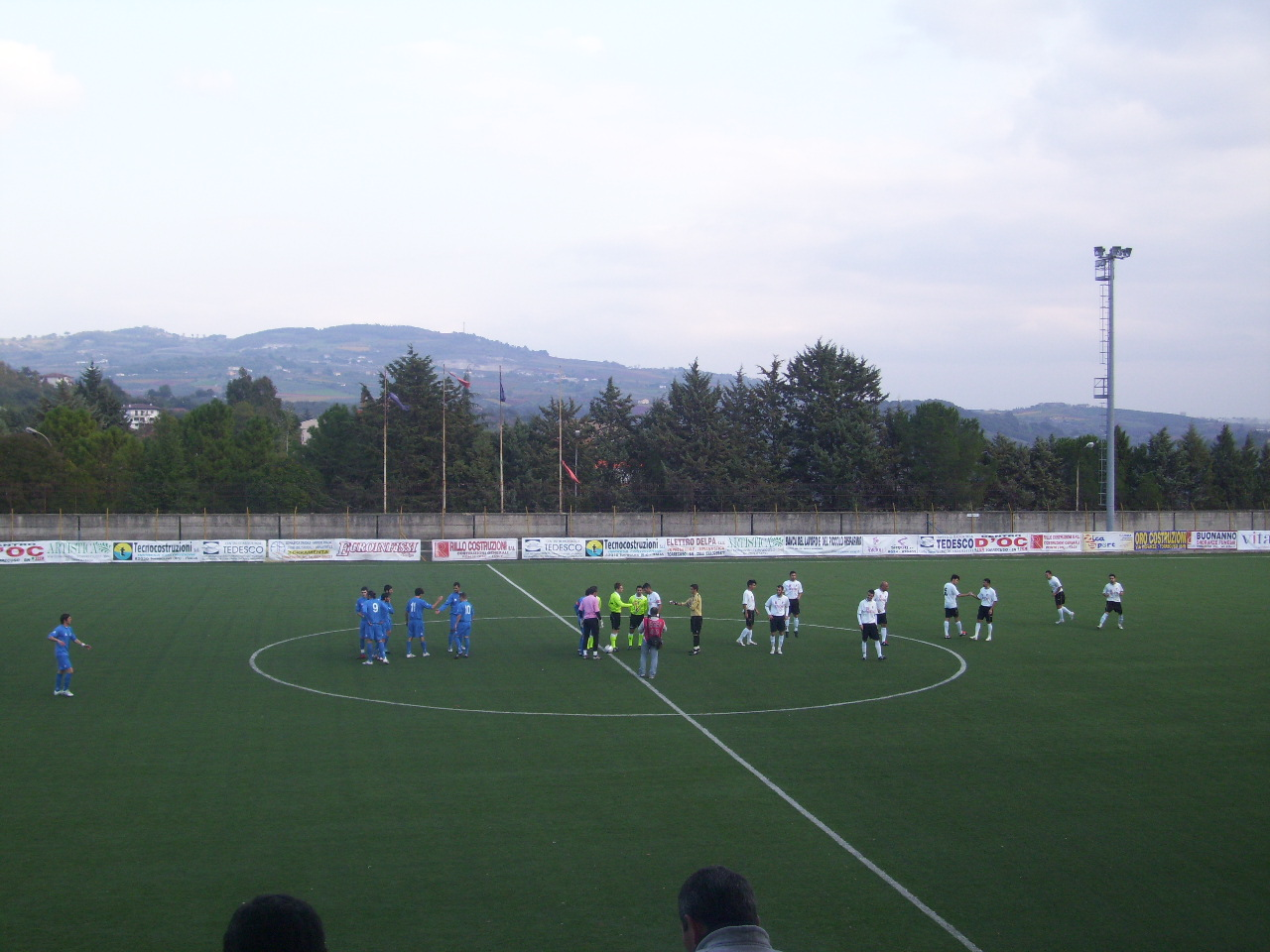
Una partita di Eccellenza Campania.

Le compagini disputano un torneo articolato in un girone di andata che va, solitamente, da settembre a dicembre ed un girone di ritorno che si protrae da gennaio ad aprile: sono assegnati tre punti per la vittoria (fino al 1994-1995 due) e un punto per il pareggio. Nel caso in cui si verifichino le condizioni necessarie, il campionato di Eccellenza Campania prevede inoltre la disputa di play-off e play-out che vengono disputati a maggio. Le partite della stagione regolare sono disputate solitamente la domenica, con anticipi al sabato.

### Promozioni
La società prima classificata di ognuno dei due gironi del Campionato Regionale Campano d'Eccellenza 2022-2023 acquisirà, in modo diretto, il titolo sportivo per l'ammissione al Campionato
Nazionale di Serie D. In caso di parità di punteggio, nella prima posizione in classifica, tra due società, si procederà ad una gara di spareggio, in campo neutro, con eventuali tempi
supplementari e tiri di rigore. In caso di parità di punteggio, nella prima posizione in classifica, fra tre o più società, si procederà, preliminarmente, alla compilazione della cosiddetta classifica avulsa, finalizzata alla determinazione delle prime due posizioni, che attribuiranno il diritto a partecipare alla gara di spareggio (in campo neutro, con eventuali tempi supplementari e tiri di rigore), che definirà la prima posizione in classifica.
Per la compilazione della classifica avulsa si terrà conto, nell'ordine:
- dei punti conseguiti negli incontri diretti;
- a parità di punti conseguiti negli incontri diretti, della differenza tra reti segnate e subite negli stessi incontri;
- in caso di ulteriore parità, per la determinazione delle due squadre che disputeranno la gara di spareggio, si terrà conto, nell'ordine:

1. della differenza tra reti segnate e subite nell'intero Campionato;
2. del maggior numero di reti segnate nell'intero Campionato;
3. in caso di perdurante parità, per la determinazione delle posizioni di classifica, si procederà al sorteggio.

### Play-off e Play-out
In caso di parità di punteggio fra due o più società, in una qualsiasi tra le quattro posizioni che attribuiscono il diritto alla partecipazione alla rispettiva fase (per i play-off: due o più società seconde ex aequo; terze ex aequo; quarte ex aequo; quinte ex aequo; per i play-out: due o più società sestultime ex aequo; quintultime ex aequo; quartultime ex aequo; terzultime ex aequo), si procederà alla compilazione della classifica avulsa, fra le società interessate, tenendo conto, nell'ordine:
- dei punti conseguiti negli incontri diretti;
- in caso di parità di punti conseguiti negli incontri diretti: della differenza fra reti segnate e subite negli stessi incontri;
- in caso di ulteriore parità, si terrà conto, nell'ordine:

1. della differenza tra reti segnate e subite nell'intero Campionato;
2. del maggior numero di reti segnate nell'intero Campionato;
3. in caso di perdurante parità, per la determinazione delle posizioni di classifica, si procederà al sorteggio.

### Retrocessioni
Le società ultima e penultima classificata di ognuno dei due gironi del Campionato Regionale Campano d'Eccellenza 2022-2023 retrocederanno, in modo diretto, al Campionato Regionale di Promozione. In caso di parità di punteggio, nell'ultima in classifica, tra due società, retrocederanno entrambe, in modo diretto, al Campionato Regionale di Promozione 2023-2024. In caso di parità di punteggio, nella penultima posizione in classifica, tra due società, si procederà ad una gara di spareggio, in campo neutro, con eventuali tempi supplementari e tiri di rigore. In caso di parità di punteggio, nell'ultima o penultima posizione in classifica, fra tre o più società, si procederà alla classifica avulsa e la società ultima classificata retrocederà direttamente al Campionato Regionale di Promozione 2023-2024. Si procederà alla compilazione della classifica avulsa, nell'ambito della quale le due società, rispettivamente in penultima e terzultima posizione, parteciperanno alla gara di spareggio (in campo neutro, con eventuali tempi supplementari e tiri di rigore) per la non retrocessione al Campionato Regionale di Promozione 2023-2024. Per la compilazione della classifica avulsa si terrà conto, nell'ordine:
- dei punti conseguiti negli incontri diretti;
- a parità di punti conseguiti negli incontri diretti, della differenza tra reti segnate e subite negli stessi incontri;
- in caso di ulteriore parità, si terrà conto, nell'ordine:

1. della differenza tra reti segnate e subite nell'intero Campionato;
2. del maggior numero di reti segnate nell'intero Campionato;
3. in caso di perdurante parità, la classifica avulsa (nell'ambito della quale le due società, rispettivamente in penultima e terzultima posizione, parteciperanno alla gara di spareggio, in campo neutro, con eventuali tempi supplementari e tiri di rigore, per la non retrocessione al Campionato Regionale di Promozione 2023-2024) sarà definita mediante sorteggio.

## Squadre partecipanti
Sono 226 i club che hanno preso parte alle 35 edizioni del campionato di Eccellenza Campania giocate dal 1991-1992 al 2025-2026 (della quale si riportano in grassetto le squadre militanti).
- 24: Ercolanese[3]

- 22: Solofra

- 20: Virtus Volla

- 18: Agropoli, Portici[4], San Giorgio a Cremano

- 17: Castel San Giorgio, Gladiator, Gragnano

- 16: Audax Cervinara, Bacoli Sibilla[5], Gelbison

- 15: Angri, Arzanese, Palmese, Quarto, Scafatese[6]

- 14: Afragolese[7], Faiano, Frattese[8], Saviano

- 13: Ariano[9], Baronissi, Eclanese, Sant'Anastasia[10]

- 12: Ebolitana[11], Real Forio[12], Sant'Antonio Abate

- 11: Battipagliese, Boys Caivanese, Ischia, Nola[13], Sant'Agnello[14], Vico Equense

- 10: Internapoli[15], Poseidon[16], Puteolana 1902

- 9: Alba Sannio[17], Albanova[18], Aversa, Monte di Procida[19], Pomigliano, Real Marcianise, Sapri[20], Savoia[21]

- 8: Calpazio, Capri, Costa d'Amalfi, Giffonese, Giugliano, Mariglianese, San Marzano

- 7: Acerrana, Buccino Volcei, Casoria, Grotta, Ippogrifo Sarno[22], Isola di Procida, Libertas Stabia, Mondragone, Mons Taurus[23], Montemiletto, San Pietro Napoli, Sorrento, Virtus Avellino

- 6: Barano, Maddalonese, Massa Lubrense, Paganese[24], San Vito Positano, Serino, Sessana, Succivo

- 5: Boscoreale, Campania Ponticelli, Forio[25], Giorgio Ferrini Benevento, Melito, Napoli United, Ottaviano, Puteolana 1909, Riop Sangiuseppese, Santa Maria Cilento, Teoreo, Virtus Scafatese[26], Valdiano

- 4: Atripalda, Baiano, Barrese[27], Campagna, Capua, Castel Volturno, Cavese[28], Cicciano, Felice Scandone, Forza e Coraggio Benevento, Libertas Alfaterna, Lioni, Nocerina[29], Pietramelara, Pontecagnano Faiano, San Tommaso, Sanità Napoli, Striano, Terzigno

- 3: Alfaterna, Apice, Bertoni, Boscotrecase, Camaldoli, Casalnuovo[30], Casertana[31], Fiamma Sangiovannese, Giovani Lauro[32], Giovanni Carotenuto, Hermes Casagiove, La Baronia, Maiori, Mondragonese, Montella, Montesarchio, Napoli Nord, Neapolis, Ortese, Pianura, Pompei, Ponte, Sanseverinese, Santa Maria la Carità, Sarnese, Torrecuso, Turris, Virtus Baia, Virtus Pompei

- 2: Altavilla Silentina, ASSC Ercolanese, Atletico Casalnuovo, Atletico Vesuvio, Audax Salerno, Capri Anacapri, Cilento, Città di Angri, Città di Avellino, CTL Campania, El Brazil Napoli, Giffoni Sei Casali, Giovani Recale, Irpinia, Lacco Ameno, Libertas San Marco Trotti, Marcianise, Mari, Monte Faliesi, Napoli Est, Picciola, Pimonte, Pollese, Pozzuoli, Pro Sangiorgese, Progreditur Marcianise, Real Ebolitana, Real Poggiomarino, San Giorgio del Sannio, San Prisco, Viribus Unitis, Virtus Carano, Virtus Cilento, Virtus Junior Stabia, Vis San Nicola, Vollese

- 1: Agerola, Atletico Cardito, Atletico Cava, Baia, Baratta, Bisaccese, Boys Partenopei, Carditese, Casapesenna, Castelpoto, Città di Agropoli, Comprensorio Frattese, Due Principati, Frocalcio, Gaudianum, Gregoriana, Heraclea, Hirpinia, Inter Sant'Agata, Miano, Micri, Mirabella Eclano, Montecorvino Rovella, Parete, Piazzese, Piedimonte, Pro Salerno, Puglianello, Quindicese, Real Boschese, Real Grazzanise, Real Irpinia, Real Paganese[33], Real Pollese, Real Pontecagnano Faiano, Real Poseidon, Real Quadrelle, Real Trentinara,  Real Volturno, Rinascita Vico, Rione Terra, San Sebastiano, San Valentino, San Vitaliano, Sangennarese, Sangiuseppese, Sanzese, Serre Alburni, Turris Consilina, Vallo di Diano Sassano, Victoria Marra, Villa Literno, Virtus Afragola, Virtus Monteforte, Vis Montefalcione, Vis Nocera Superiore

## Albo d'oro
In grassetto le squadre promosse sul campo.
| Stagione  | Girone A               | Girone A              | Girone B            | Girone B              | Altre Promozioni     |
| Stagione  | Vincitore              | Ai play-off nazionali | Vincitore           | Ai play-off nazionali | Altre Promozioni     |
| --------- | ---------------------- | --------------------- | ------------------- | --------------------- | -------------------- |
| 1991-1992 | Internapoli Camaldoli  |                       | Paganese            |                       |                      |
| 1992-1993 | Portici                |                       | Nocerina            |                       |                      |
| 1993-1994 | Boys Caivanese         | Puteolana             | Cavese              | Pro Salerno           | Pro Salerno          |
| 1994-1995 | Giugliano              | Terzigno              | Giovani Lauro       | Gragnano              |                      |
| 1995-1996 | Arzanese               | Sanità Napoli         | Ebolitana           | Atripalda             |                      |
| 1996-1997 | Stasia                 | Boys Caivanese        | Angri               | Real Paganese         |                      |
| 1997-1998 | Viribus Unitis         | Saviano               | Sorrento            | Palmese               |                      |
| 1998-1999 | Sangiuseppese          | Ottaviano             | Paganese            | Sapri                 |                      |
| 1999-2000 | Ercolanese             | Napoli Est            | Scafatese           | Real Marcianise       |                      |
| 2000-2001 | Gladiator              | Ischia                | Angri               | Ebolitana             | Nola                 |
| 2001-2002 | Savoia                 | Pomigliano            | Ariano              | Solofra               | Boys Caivanese       |
| 2002-2003 | Ercolanese             | Portici               | Sapri               | Mons Taurus           |                      |
| 2003-2004 | Acerrana               | Ischia                | Scafatese           | Solofra               |                      |
| 2004-2005 | El Brazil Cuma         | Alba Sannio           | Ebolitana           | Gragnano              |                      |
| 2005-2006 | Ischia                 | Internapoli Camaldoli | Sant'Antonio Abate  | Gragnano              | Real Ippogrifo       |
| 2006-2007 | Casertana              | Quarto                | Gelbison            | Gragnano              |                      |
| 2007-2008 | Pianura                | Alba Sannio           | Vico Equense        | Battipagliese         |                      |
| 2008-2009 | Casertana              | Nola                  | Forza e Coraggio    | Striano               |                      |
| 2009-2010 | Atletico Nola          | Arzanese              | Battipagliese       | Ebolitana             | Arzanese             |
| 2010-2011 | CTL Campania           | Internapoli Camaldoli | Serre Alburni       | Sarnese               |                      |
| 2011-2012 | Savoia                 | Gladiator             | Agropoli            | Città de la Cava      |                      |
| 2012-2013 | Progreditur Marcianise | Stasia                | Vico Equense        | Torrecuso             |                      |
| 2013-2014 | Nerostellati Frattese  | Quarto                | Virtus Scafatese    | Sarnese               |                      |
| 2014-2015 | Turris                 | Sessana               | Gragnano            | Sant'Agnello          |                      |
| 2015-2016 | Herculaneum            | San Giorgio 1926      | Città di Nocera     | Sant'Agnello          |                      |
| 2016-2017 | Portici                | San Giorgio 1926      | Ebolitana           | Audax Cervinara       |                      |
| 2017-2018 | Savoia                 | Afragolese            | Sorrento            | Agropoli              |                      |
| 2018-2019 | Giugliano              | Gladiator             | San Tommaso         | Agropoli              | Gladiator e Agropoli |
| 2019-2020 | Afragolese             | Puteolana             | Santa Maria Cilento | Palmese               |                      |
| 2020-2021 | San Giorgio 1926       |                       | Mariglianese        |                       |                      |
| 2021-2022 | Palmese                | Angri                 | Puteolana           | San Marzano           |                      |
| 2022-2023 | Ischia                 | Ercolanese            | San Marzano         | Agropoli              |                      |
| 2023-2024 | Acerrana               | Pompei                | Sarnese             | Costa d'Amalfi        |                      |
| 2024-2025 | Afragolese             | Real Normanna         | Heraclea            | Battipagliese         |                      |

### Titoli per squadra
| Squadra                | Titoli | Edizioni                                   |
| ---------------------- | ------ | ------------------------------------------ |
| Ebolitana              | 3      | 1995-1996, 2004-2005, 2016-2017 (girone B) |
| Ercolanese             | 3      | 1999-2000, 2002-2003, 2015-2016 (girone A) |
| Savoia                 | 3      | 2001-2002, 2011-2012, 2017-2018 (girone A) |
| Acerrana               | 2      | 2003-2004, 2023-2024 (girone A)            |
| Afragolese             | 2      | 2019-2020, 2024-2025 (girone A)            |
| Paganese               | 2      | 1991-1992, 1998-1999 (girone B)            |
| Portici                | 2      | 1992-1993, 2016-2017 (girone A)            |
| Nocerina               | 2      | 1992-1993, 2015-2016 (girone B)            |
| Giugliano              | 2      | 1994-1995, 2018-2019 (girone A)            |
| Angri                  | 2      | 1996-1997, 2000-2001 (girone B)            |
| Sorrento               | 2      | 1997-1998, 2017-2018 (girone B)            |
| Scafatese              | 2      | 1999-2000, 2003-2004 (girone B)            |
| Ischia                 | 2      | 2005-2006, 2022-2023 (girone A)            |
| Casertana              | 2      | 2006-2007, 2008-2009 (girone A)            |
| Vico Equense           | 2      | 2007-2008, 2012-2013 (girone B)            |
| Internapoli Camaldoli  | 1      | 1991-1992 (girone A)                       |
| Boys Caivanese         | 1      | 1993-1994 (girone A)                       |
| Cavese                 | 1      | 1993-1994 (girone B)                       |
| Giovani Lauro          | 1      | 1994-1995 (girone B)                       |
| Arzanese               | 1      | 1995-1996 (girone A)                       |
| Stasia                 | 1      | 1996-1997 (girone A)                       |
| Viribus Unitis         | 1      | 1997-1998 (girone A)                       |
| Sangiuseppese          | 1      | 1998-1999 (girone A)                       |
| Gladiator              | 1      | 2000-2001 (girone A)                       |
| Ariano                 | 1      | 2001-2002 (girone B)                       |
| Sapri                  | 1      | 2002-2003 (girone B)                       |
| Bacoli Sibilla         | 1      | 2004-2005 (girone A)                       |
| Sant'Antonio Abate     | 1      | 2005-2006 (girone B)                       |
| Gelbison               | 1      | 2006-2007 (girone B)                       |
| Pianura                | 1      | 2007-2008 (girone A)                       |
| Forza e Coraggio       | 1      | 2008-2009 (girone B)                       |
| Nola                   | 1      | 2009-2010 (girone A)                       |
| Battipagliese          | 1      | 2009-2010 (girone B)                       |
| CTL Campania           | 1      | 2010-2011 (girone A)                       |
| Serre Alburni          | 1      | 2010-2011 (girone B)                       |
| Agropoli               | 1      | 2011-2012 (girone B)                       |
| Progreditur Marcianise | 1      | 2012-2013 (girone A)                       |
| Frattese               | 1      | 2013-2014 (girone A)                       |
| Virtus Scafatese       | 1      | 2013-2014 (girone B)                       |
| Turris                 | 1      | 2014-2015 (girone A)                       |
| Gragnano               | 1      | 2014-2015 (girone B)                       |
| San Tommaso            | 1      | 2018-2019 (girone B)                       |
| Santa Maria Cilento    | 1      | 2019-2020 (girone B)                       |
| San Giorgio 1926       | 1      | 2020-2021 (girone A)                       |
| Mariglianese           | 1      | 2020-2021 (girone B)                       |
| Palmese                | 1      | 2021-2022 (girone A)                       |
| Puteolana              | 1      | 2021-2022 (girone B)                       |
| San Marzano            | 1      | 2022-2023 (girone B)                       |
| Sarnese                | 1      | 2023-2024 (girone B)                       |
| Heraclea               | 1      | 2024-2025 (girone B)                       |